# Fronta za nacionalno oslobođenje Korzike
Fronta za nacionalno oslobođenje Korzike (kor. Fronte di Liberazione Naziunale Corsu, skraćeno FLNC) nastala je 1976. godine spajanjem dvaju postojećih korzikanskih terorističkih organizacija. Skupina se bori za neovisnost otoka Korzike od Francuske, te je tijekom sedamdesetih i osamdesetih godina izvela stotine bombaških napada, a 1998. godine i uspješan atentat na francuskog prefekta na otoku.